# Плотина Вильсона
Плотина Вильсона (англ. Wilson Dam) — плотина, расположенная на реке Теннесси — между округами Лодердейл и Колберт — в штате Алабама. 
Проект, завершенный к 1924 году силами Инженерного корпуса армии США, создал озеро Вильсона; является одной из 9 плотин, управляемых Администрацией долины реки Теннесси (TVA). 
Названа в честь президента США Вудро Вильсона.
13 ноября 1966 года плотина была включена в список Национальных исторических достопримечательностей США как первая плотина, попавшая под управление TVA. 